# エフエフ東放
株式会社エフエフ東放（エフエフとうほう）は、東京放送ホールディングス（TBSHD）の関連会社であった番組制作会社。

## 沿革

### 東放制作
- 1971年（昭和46年）12月9日 - 株式会社東放制作設立（本社・東京都港区赤坂2-15-19）。TBS報道局からニュースフィルム編集業務を受託。
- 1988年（昭和63年） - 本社を東京都港区赤坂7-7-4に移転。
- 2003年（平成15年） - 本社を東京都港区赤坂2-5-4に移転。
- 2008年（平成20年） - 本社を東京都港区赤坂5-3-6TBS放送センター15階に移転。
- 2010年（平成22年） - 株式会社エフ・アンド・エフと合併し、株式会社エフエフ東放に商号変更。

### エフ・アンド・エフ
- 1966年（昭和41年）4月28日 - ワイドテレビジョンレンタル株式会社として設立。
- 1967年（昭和42年） - 日本ビデオ株式会社に商号変更。
- 1991年（平成3年） - TBSの系列会社となる。
- 1999年（平成11年） - 子会社として株式会社チャンネルプラスを設立。
- 2000年（平成12年） - 株式会社TBSワールドニュースを吸収合併。株式会社エフ・アンド・エフに商号変更。
- 2010年（平成22年） - 株式会社東放制作と合併する。

### エフエフ東放
- 2010年（平成22年） - 株式会社東放制作と株式会社エフ・アンド・エフが合併、株式会社エフエフ東放に商号変更。
- 2019年（平成31年）1月1日 - 株式会社TBSスパークルへ吸収合併され、エフエフ東放は解散[1]。エフエフ東放が手がけていた業務はTBSスパークルニュース情報本部が継承。

## 主な制作番組
TBSテレビ
| - Nスタ - NEWS23 - ビジネスクリック - 報道特集 - あさチャン! - 白熱ライブ ビビット - ひるおび - ビッグモーニング - モーニングEye - スーパーワイド（1994年4月以降） - ジャスト | - 王様のブランチ - サンデーモーニング - 夢の扉+ - みのもんたの朝ズバッ! - はなまるマーケット - いっぷく! - 上田晋也のサタデージャーナル |

BS-TBS
| - サタデードキュメント - マンデードキュメント - 地球絶景紀行 - 週刊報道Bizストリート - 週刊報道LIFE - サンデースコープ - NEWS21 サタデースコープ - NEWS21 サンデースコープ経済版 - 週刊BS-TBS報道部 - ニュースの焦点・次の世代へ | - みんな子どもだった - 今昔！古地図東京巡り - 大地の贈りもの 美の王国モロッコ紀行 - 岡本行夫のニッポンという国へ - 杏の英国ロイヤル物語～エリザベス・ダイアナ・キャサリン 愛に生きたプリンセス～ - 女子才彩 - なるほど!ホームドクター - グリーンの教え - 映画の時間+ 気ままにディレクターズカット |

NHK
| - あさイチ - スタジオパークからこんにちは - クローズアップ現代+ - ハートネットTV - ブラタモリ | - 探検バクモン - おかあさんといっしょ - おとうさんといっしょ - SONGS - 語学番組 |

フジテレビ
- Mr.サンデー

BS日テレ
- キズナのチカラ

## 関連会社
- 株式会社ジャパンエディターズユニオン
- 株式会社東放スタックス
- 株式会社ジョブエックス
- 株式会社チャンネルプラス
- REFLEX, INC.（アメリカ・ワシントンD.C.）